# Vepryk

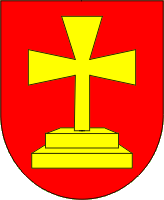
Vepryks vapen

Vepryk (ukrainska Ве́прик) är en by i Poltava oblast i Ukraina. Ytan är 85 km2 och befolkningen uppgick 2004 till 2 915 invånare.  Byn är belägen på floden Psels vänstra strand.

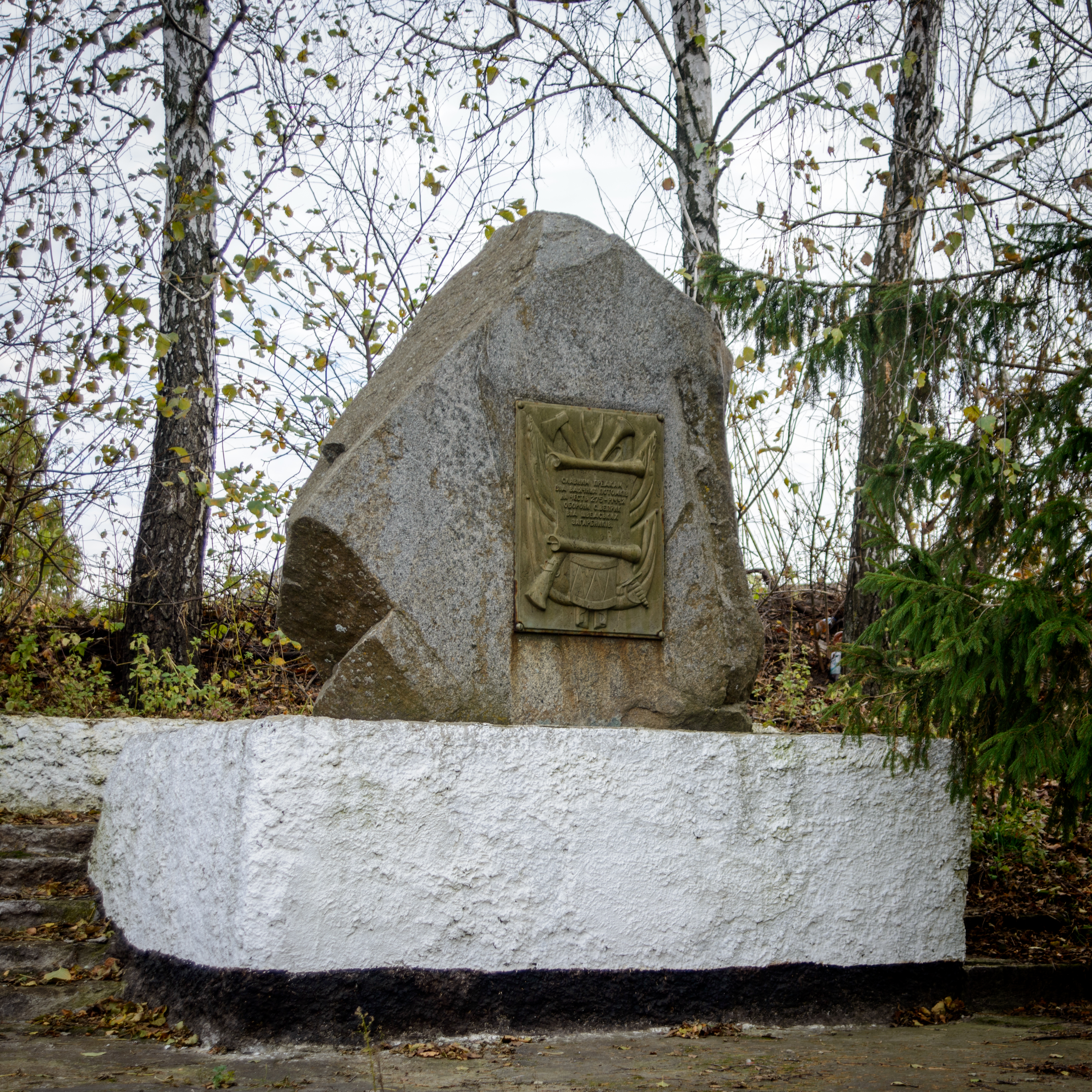
Minnesmärke till 275-årsminnet av försvaret mot svenskarna

## Historia
Byn anlades under 1600-talets första kvartal. Under Stora nordiska kriget tågade den svenska armén i december 1708 från Hadjatj till Veprik. Byn var då uppbyggd som en kosackfästning. På grund av den svåra kylan fördröjdes belägringen och Vepryk stormades den 7 januari 1709. Efter stormningen brändes staden ner och de svenska trupperna drog vidare mot Zinkiv.
I det rysk-ukrainska kriget förstördes den 28 februari 2022 en rysk konvoj och en lokal bränslestation sprängdes så att de ryska trupperna inte skulle få bränsle.  Idag är Vepryk endast en liten by.